# Sijekovac
Sijekovac (en serbe cyrillique : Сијековац) est un village de Bosnie-Herzégovine. Il est situé dans la municipalité de Brod et dans la république serbe de Bosnie. Selon les premiers résultats du recensement bosnien de 2013, il compte 620 habitants.

## Histoire
Le 26 mars 1992, un massacre de civils y est perpétré (en), il s'agit de l'exécution de civils serbes.

## Démographie

### Évolution historique de la population dans la localité
| 1948 | 1953 | 1961  | 1971  | 1981  | 1991  | 2013 |
| ---- | ---- | ----- | ----- | ----- | ----- | ---- |
| -    | -    | 1 415 | 1 568 | 1 587 | 1 551 | 620  |

|  |

### Communauté locale
En 1991, la communauté locale de Sijekovac comptait 3 925 habitants, répartis de la manière suivante :